# Juan Carlos Baumgartner
Juan Carlos Baumgartner (27 de febrero de 1972) es un arquitecto mexicano, fundador y director de la firma internacional de arquitectura con base en Chicago, SPACE.

## Estudios
Baumgartner se graduó de la Facultad de Arquitectura de la Universidad Nacional Autónoma de México y tiene también diplomas en Diseño Interior de la misma, de Historia del Arte de la Universidad de California en Berkeley, y un posgrado de Diseño Industrial de la Domus Academy de Milán.

## Carrera
En 1999 fundó la firma de arquitectura SPACE en Chicago.
Desde sus inicios, la firma, bajo la dirección de Baumgartner, se ha destacado por su compromiso con la ecología y el desarrollo de proyectos sustentables, lo cual lo llevó a él y a su equipo a recibir la certificación LEED (Leadership in Energy & Environmental Design), otorgada por el US Green Building Council. Algunos de sus trabajos más reconocidos incluyen:
, la torre EFIZIA, por la cual recibió el premio MIPIM Architectural Review Future Projects Awards, la Torre Chapultepec Polanco, el proyecto Moras 850 (certificado LEEDS de Oro), las oficinas de MSN México.
Baumgartner ha servido como catedrático a nivel de educación terciaria en TEC Monterrey, Universidad Iberoamericana, Universidad Anáhuac, UNAM en México, y Virginia Tech y MIT en los Estados Unidos. Además es consultado como referente e invitado a seminarios y congresos de arquitectura como el IDA Congress (International Design Aliance).

## Premios y reconocimientos
- 2004 – Revista Obras – 10 Promesas de la Arquitectura Mexicana
- 2006 – Premio a la Excelencia – Sociedad Mexicana de Interioristas / International Federation of Interior Architects
- 2007 – Premio Promotor del Green Design - Sociedad Mexicana de Interioristas / International Federation of Interior Architects
- 2008 – Mejor diseño sustentable – Premio AMDI
- 2008 – Mejor Proyecto Sustentable – Sociedad Mexicana de Diseñadores de Interiores
- 2008 – Medalla de Oro al Mérito – Bienal Internacional de Arquitectura[7]
- 2009 – Premio Nacional de Interiorismo – AMDI[8]
- 2011 – Íconos del Diseño (categoría diseño de interiores) – Architectural Digest Magazine
- 2012 – Premios AMDI – Mejor Corporativo del Año[9]
- 2012 – Medalla de Oro - Bienal Iberoamericana de Interiorismo[10]
- 2012 – Premio a la Trayectoria - Consejo Iberoamericano de Diseñadores de Interiores[11]